# Tyyne Järvi
Tyyne Maria Järvi (Vaasa, Gran Ducat de Finlàndia, 4 de febrer de 1891 – Lapinjärvi, Uusimaa de l'Est, 4 d'abril de 1929) va ser una nedadora finladesa que va competir a començaments del segle xx.
El 1912 va prendre part en els Jocs Olímpics d'Estocolm, on va disputar els 100 metres lliures del programa de natació. Fou eliminada en quarts de final en finalitzar cinquena de la seva sèrie.